# Grant Patterson
Grant Patterson (Cairns, 19 de maio de 1989) é um nadador paralímpico australiano. Representou a Austrália nos Jogos Paralímpicos de Verão de 2012 em Londres, na Inglaterra e foi medalha de prata e bronze no mundial de 2013 e 2015.

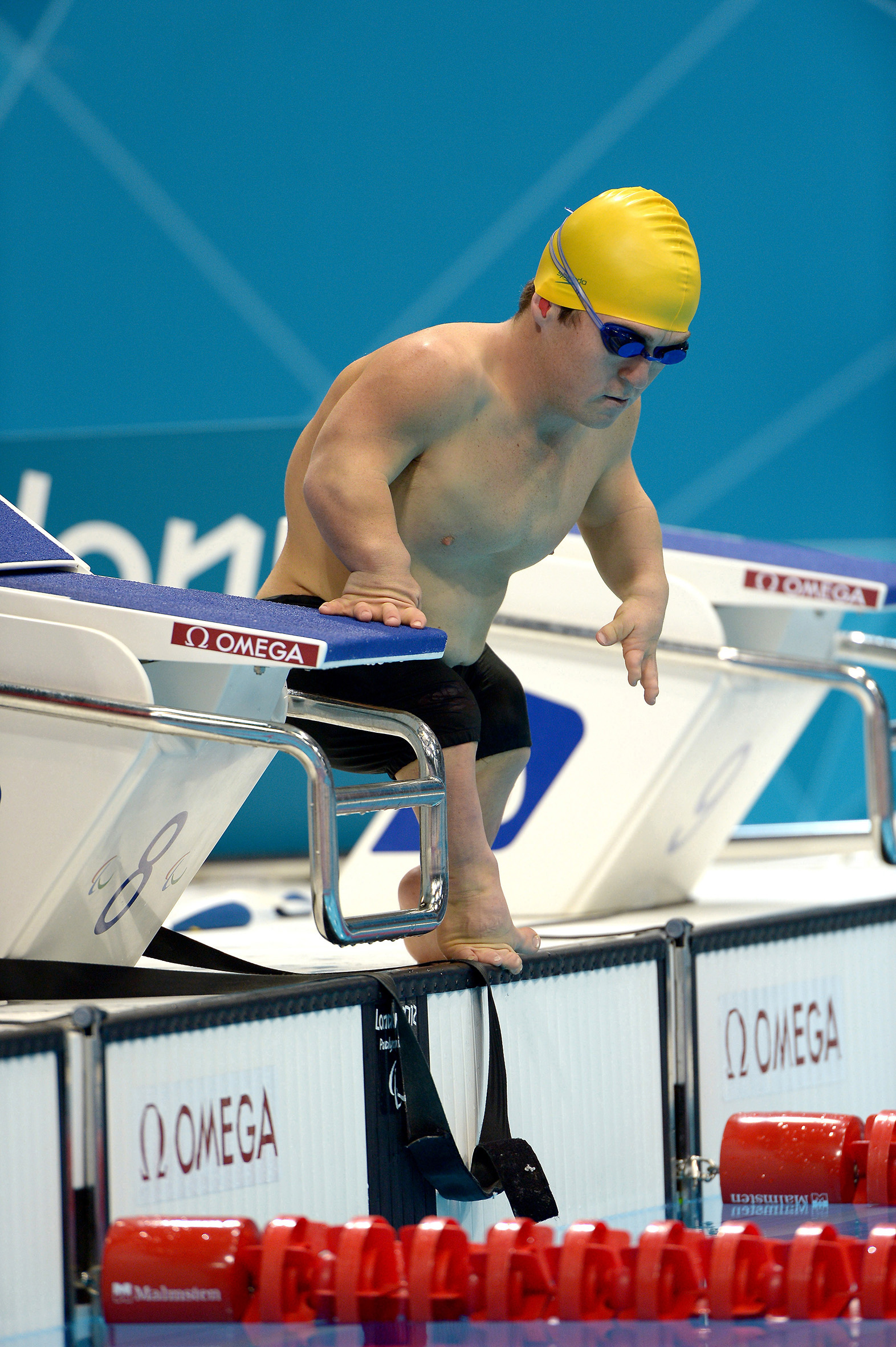
Patterson durante a Paralimpíada de Londres, em 2012.